# Верхнеманчаровский сельсовет
Верхнеманчаровский сельсове́т — упразднённая в 2008 году административно-территориальная единица и сельское поселение (тип муниципального образования) в составе Илишевского района. Почтовый индекс — 452282. Код ОКАТО — 80230820000. Объединён с сельским поселением Игметовский сельсовет.

## Состав сельсовета
Сёла Верхнеманчарово — административный центр,  Буляк.

## История
Закон Республики Башкортостан от 19.11.2008 N 49-з «Об изменениях в административно-территориальном устройстве Республики Башкортостан в связи с объединением отдельных сельсоветов и передачей населённых пунктов», ст.1 п. 24) а) гласил:

 "Внести следующие изменения в административно-территориальное устройство Республики Башкортостан:
 по Илишевскому району:

 объединить Игметовский и Верхнеманчаровский сельсоветы с сохранением наименования «Игметовский» с административным центром в селе Игметово.
Включить сёла Верхнеманчарово, Буляк Верхнеманчаровского сельсовета в
состав Игметовского сельсовета.

Утвердить границы Игметовского сельсовета согласно представленной схематической карте.

Исключить из учётных данных Верхнеманчаровский сельсовет

## Географическое положение
На 2008 год граничил c Чекмагушевским и Дюртюлинским районами, с муниципальными образованиями: Игметовский сельсовет, Рсаевский сельсовет, Сюльтинский сельсовет, Бишкураевский сельсовет («Закон Республики Башкортостан от 17.12.2004 N 126-з (ред. от 19.11.2008) „О границах, статусе и административных центрах муниципальных образований в Республике Башкортостан“»).